# Bahnstrecke Malé Straciny–Veľký Krtíš
| Kursbuchstrecke (ZSSK): | 161                  |                             |                             |
| Streckenlänge: | 3,248 km             |                             |                             |
| Spurweite: | 1435 mm (Normalspur) |                             |                             |
| Streckenklasse: | D4                   |                             |                             |
| Streckengeschwindigkeit: | 50 km/h              |                             |                             |
| |                      |                             |                             |
| \| \| \| von Nógradszakál \| \| \| \| \| Malé Straciny \| \| \| \| 0,000 \| Malé Straciny Výhybka č. 14 \| Malé Straciny Výhybka č. 14 \| \| \| \| nach Baňa Dolina \| \| \| \| ~0,3 \| Baňa Dolina \| Baňa Dolina \| \| \| \| vlečka Agropodnik \| \| \| \| 3,248 \| Veľký Krtíš \| Veľký Krtíš \| \| \| 3,939 \| (Streckenende) \| (Streckenende) \| \| \| \| \| \| \| Quellen: [1][2] \| \| \| \| |                      |                             |                             |
| Strecke |                      | von Nógradszakál            | von Nógradszakál            |
| Bahnhof |                      | Malé Straciny               | Malé Straciny               |
| Kilometer-Wechsel | 0,000                | Malé Straciny Výhybka č. 14 | Malé Straciny Výhybka č. 14 |
| Abzweig geradeaus und ehemals nach rechts |                      | nach Baňa Dolina            | nach Baňa Dolina            |
| ehemaliger Haltepunkt / Haltestelle | ~0,3                 | Baňa Dolina                 | Baňa Dolina                 |
| Abzweig geradeaus und ehemals von rechts |                      | vlečka Agropodnik           | vlečka Agropodnik           |
| Bahnhof | 3,248                | Veľký Krtíš                 | Veľký Krtíš                 |
| | 3,939                | (Streckenende)              | (Streckenende)              |
| |                      |                             |                             |
| Quellen: |                      |                             |                             |

Die Bahnstrecke Malé Straciny–Veľký Krtíš ist eine Eisenbahnverbindung in der Slowakei. Sie zweigt am Westkopf des Bahnhofes Malé Straciny von der Bahnstrecke Nógradszakál–Malé Straciny ab und führt nach Veľký Krtíš. 

## Geschichte
Planungen für eine Anbindung von Veľký Krtíš an das Eisenbahnnetz bestanden bereits 1946, als eine Strecke von Lučenec über Modrý Kameň nach Hontianske Nemce zum Anschluss an die Bahnstrecke Šahy–Krupina konzipiert wurde. Realisiert wurde stattdessen zunächst nur die Bahnstrecke Nógradszakál–Malé Straciny, die zunächst nur für den Güterverkehr vorgesehen war. Ihren Endpunkt hatte die Strecke am Braunkohlenwerk Baňa Dolina, etwa drei Kilometer östlich von Veľký Krtíš.

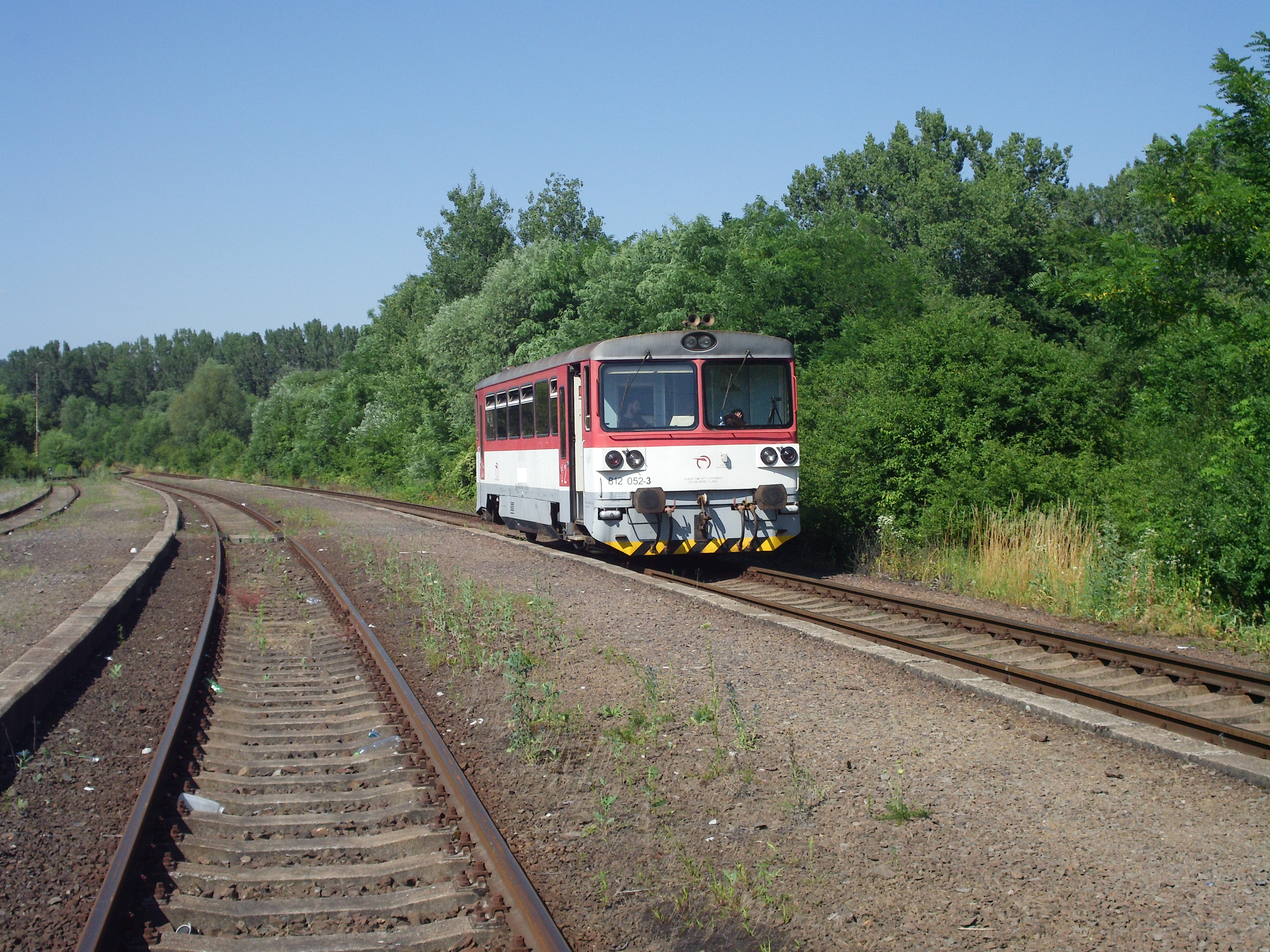
Sonderzug im Bahnhof Veľký Krtíš (2015)

Im Jahr 1968 wurde das Projekt, Veľký Krtíš mit Lučenec und Šahy zu verbinden, wieder aufgegriffen. Aus finanziellen Gründen wurde schließlich nur der kurze Abschnitt von Malé Straciny nach Veľký Krtíš gebaut, der am 28. Februar 1978 eröffnet wurde. Wegen der geplanten Weiterführung der Strecke nach Šahy wurde der Bahnhof Veľký Krtíš einen Kilometer südlich der Stadt angelegt. 
Der Personenverkehr beschränkte sich über die gesamte Betriebszeit auf drei Personenzugpaare in der Relation Lučenec–Veľký Krtíš, die auf die Schichtwechselzeiten im Bergwerk Baňa Dolina ausgerichtet waren. Am 31. Mai 1992 wurde der Reiseverkehr wegen zu geringer Auslastung der Züge eingestellt.
Am 1. Januar 1993 ging die Strecke in Folge der Dismembration der Tschechoslowakei an die neu gegründeten Železnice Slovenskej republiky (ŽSR) über.